# P/2012 K3 Gibbs
P/2012 K3 Gibbs è una cometa periodica appartenente alla famiglia delle comete gioviane.
La cometa ha la particolarità di avere un'orbita tale da permettere incontri molto ravvicinati col pianeta Giove come quello avvenuto a fine 2002, quasi 10 anni prima di essere scoperta.
Dopo la sua scoperta nel 2012, non è stata osservata durante il perielio del 2019 per cui non ha ancora una numerazione definitiva.